# Igreja de São Bartolomeu (Silveira)

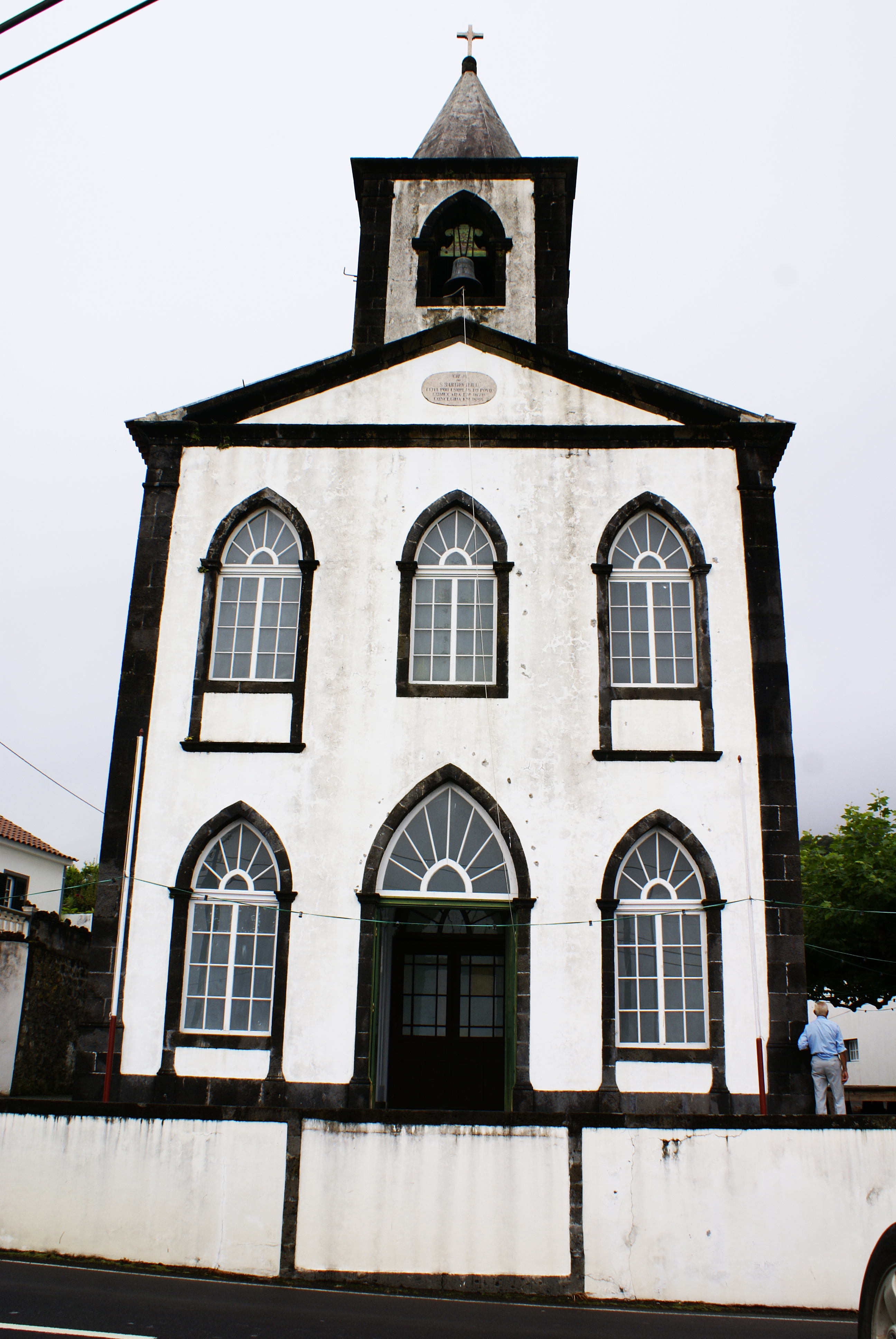
Igreja de São Bartolomeu, fachada.

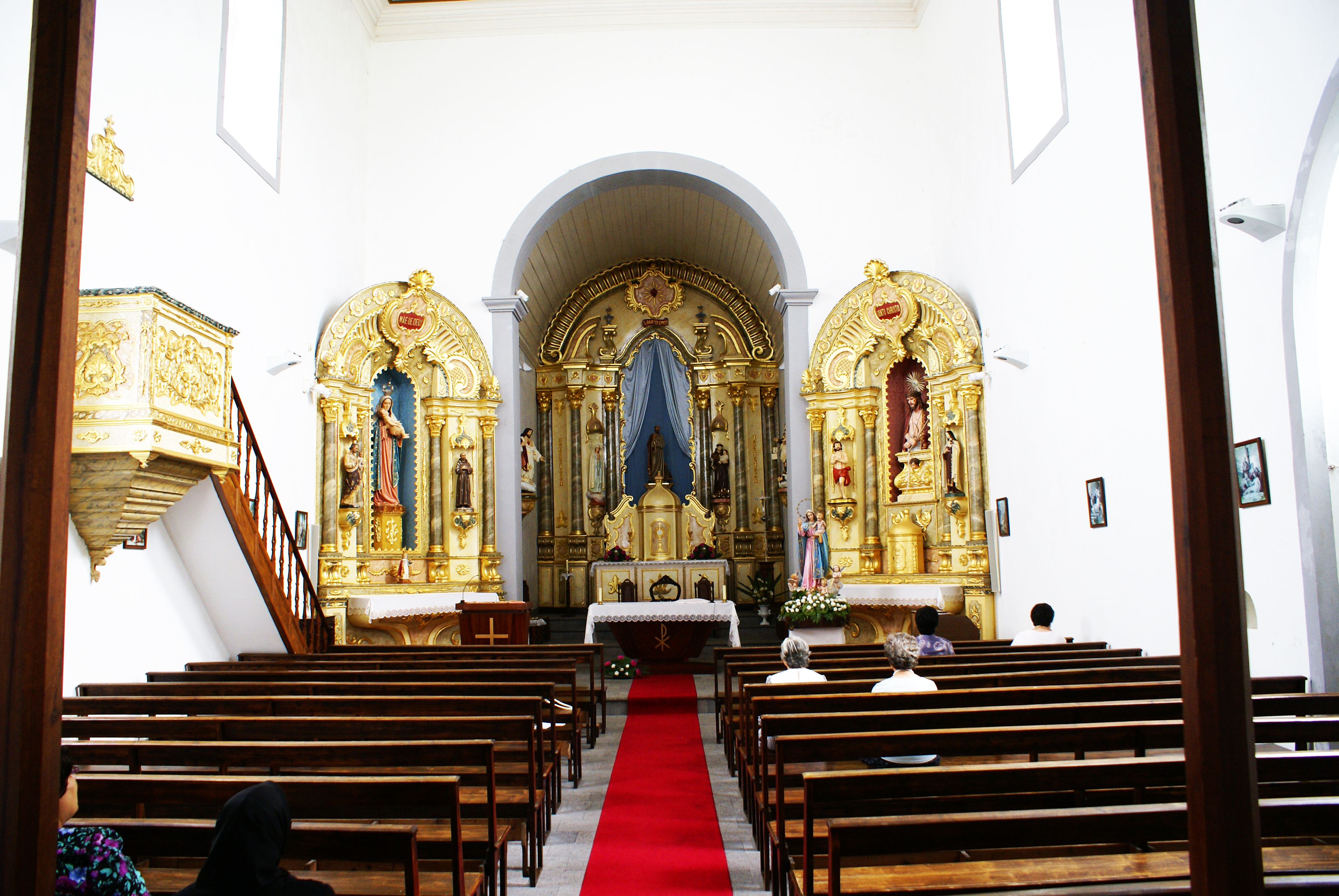
Igreja de São Bartolomeu, nave.

A Igreja de São Bartolomeu é uma igreja católica portuguesa na localidade de Silveira, concelho das Lajes do Pico, ilha açoriana do Pico.
Este lugar da Silveira é um dos mais antigos da Ilha do Pico na cronologia do povoamento desta ilha. Reza a tradição que era nesta localidade que tinha uma propriedade o célebre frei padre Gigante, o primeiro pároco da Igreja de São Pedro das Lajes. Essa propriedade rodeou-a ele de silvas, donde veio o nome de Silveira. Foi o referido frade quem introduziu no Pico os primeiros bacelos de vinha, idos da Ilha da Madeira.
Ignora-se a data da fundação da primitiva ermida do lugar, dedicada a São Bartolomeu apóstolo. Sabe-se, porém, que a principio tinha um cura e que nela se guardavam o Santíssimo e os Santos Óleos. Mas o curato só foi elevado mais tarde, trabalhando-se então pela construção de uma igreja maior e, em 1888, já estava concluída. Não a fizeram, porém, no lugar da ermida, mas um pouco abaixo, embora com a mesma orientação.
No ano de 1923 esta nova igreja de São Bartolomeu foi completamente destruída por um incêndio, sendo porém restaurada e logo em seguida graças ao dinamismo do seu pároco, o padre Manuel Vieira Feliciano.
Hoje é um templo que se apresenta na melhor forma, com belos retábulos e excelentes imagens. A nave interior desenvolve-se em linhas originais de agradável aspecto, havendo no decurso do ano animadas festas e romarias.